# 伊薩卡 (內布拉斯加州)
伊薩卡（英語：Ithaca）是位於美國內布拉斯加州桑德斯縣的村。

## 人口
根據2020年美國人口普查的數據，伊薩卡的面積為0.60平方千米，皆為陸地。當地共有人口160人，而人口密度為每平方千米267人。